# نبيل اللحام
نبيل محمد أحمد اللحام (15 أكتوبر 1956 في مخيم الشاطئ - 3 أبريل 2013 في مستشفى الأمير حمزة، مدينة عمان) دبلوماسي، وجراح عظام فلسطيني. كان سفيرًا لدولة فلسطين بين عامي 1995 و2004 لدى أوزباكستان.